# 石井博康
石井 博康（いしい ひろやす、1952年（昭和27年）- ）は、日本の画家であり、教育者でもある。東北芸術工科大学教授を務めた後、同大学副学長となる。東北芸術工科大学名誉教授。岡山県高梁市出身。

## 経歴

### 生い立ち
1952年（昭和27年）岡山県高梁市に出生。地元の岡山県立高梁高等学校へ進学し美術部に所属する。1970年（昭和45年）に卒業し、東京芸術大学美術学部絵画科油画専攻へ進学する。その後、同大学卒業を経て、東京芸術大学大学院学美術研究科油画専攻に進学し、1977年（昭和52年）同大学院を卒業する。

### 芸術家として
卒業後、油絵画家となった石井は、1979年（昭和54年）に東京のギャルリー・ヴィヴァン（現在は神奈川県へ移転）で初めての個展を開く。駆け出しの頃、石井のアトリエは練馬駅近くの八角堂を思わせるリビングの三階にあった。当時石井は、繊維強化プラスチックを用いた「地表の版画」作品に集中していた。これは樹脂を地表に流して固め、枯葉や石、土の質感を直接剥ぎ取る手法で、強い物質感と直接性が特徴であった。その後、自然素材とデジタル部品などを組み合わせた立体作品等の誰も試みたことのない芸術に挑戦し、この後、90年代後半から絵画制作に移行した。
初期の絵画は、「ドットとクロス（網）」を主要モチーフとし、これらが隔てる空間や捕捉する「得体の知れないもの」をテーマにしていた。このドットは存在論的な「点」、クロスは鉄格子のような物質性を持ち、繊維強化プラスチックを用いた作品と同じく、直接話法的手法の痕跡を色濃く残している。表現は湿度を帯びた重い質感が特徴で、同時代の画家の空気感とは異なる独自性があった。ただし、絵画は素材を直接扱う版形式ほどの自由度はなく、石井はドットやクロスを残しつつ激しいストロークや擦過表現を導入し、空間の切断や痕跡化を試みている特徴がある。
この発想は、前衛美術家の中西夏之の作品と一部通じる点もあるが、両者の空間把握は異なっていた。中西が遠景を意識した水平的視点を重視するのに対し、石井は川面を真上から覗き込むような垂直的構造となっており、それが空間を頑なに垂層化する要因となっていた。
その後、2000年代前半に石井は、直接話法からの脱却を模索し、繊維強化プラスチックで円筒状の空間を作り、内部から外光を感じる構想や、地表から斜めにパネルを立ち上げるドローイングを残している。この斜めの視点は、モネが水面と水底を同時に描く際の手法に似ていた。また、新たな遠近法の試みとして、既存手法からの脱却を目指している。

### 教育者として
埼玉美術学院主任講師などを務めた後、2004年（平成16年）NPO法人アート農園の理事に就任する。その後、2006年（平成18年）には、54歳で東北芸術工科大学の芸術学部美術学科の教授に就任する。2008年（平成20年）からは、同大学の入試部長となり、2016年（平成28年）石井が64歳のときに東北芸術工科大学副学長に就任する。2018年（平成30年）、66歳で副学長を退官し、12年間務めた教育者としてのキャリアを終える。
大学退官後は、2019年（令和元年）から2025年（令和7年）現在まで、公益財団法人の日本文化芸術財団理事を務めている。

## 主な出展
- 1979年 ギャルリー・ヴィヴァン（個展・東京）[6]
- 1983年, 1984年, 1986年, 1987年 ギャラリー山口（個展・東京）[7]
- 1983年 - 1987年 「現代美術の祭典」 埼玉県立近代美術館[7]
- 1985年 「第17回現代日本美術」東京都美術館、京都市美術館[8]
- 1988年 ぎやらりいセンタ一ポイント（個展・東京）[6]
- 1989年 「版概念〈過去・現在・未来を採集する版画〉展 」ギャラリ一αM（東京）[6]
- 1990年 「絵画のパラダイス」ぎやらりいセンターポイント（東京）[6]
- 1991年 「日韓現代美術交流展〈新世代の作家達〉」船橋アートフォーラム[7]
- 1992年 「現代美術新世代展一清州・千葉92」国立清州博物館（韓国）[7]
- 1992年 「日韓現代美術交流展〈清州より〉」千葉県立美術館[6]
- 1993年 - 1999年 「C・A・FⅡ（第1回展）」埼玉県立近代美術館[6]
- 1999年 - 2004年 フタバ画廊（個展・東京）[7]
- 2003年 「第三回日中友好交流展（後期）」山梨県立美術館[7]
- 2004年 「第五回日中友好交流展」 中国湖北学院美術館（中国武漢市）[8]
- 2004年 「CAF. N協会創立展」 埼玉県立近代美術館[6]
- 2005年 「Japan　Wisconsin Arts Exchange」 ネビル博物館 ウィスコンシンアート美術館（米国）[7]
- 2005年 「石井博康+小林裕児デモンストレーションワークス」セイント・ノーバート大学（米国）[7]
- 2006年 色彩美術館（個展・東京）[7]
- 2006年 「それぞれの〈それ〉2006」銀座井上画廊[6]
- 2007年 「New Classicism」アートフロンティア（東京）[8]
- 2011年 「生まれるイメージ」山形美術館（山形）[8]
- 2012年 「東北芸術工科大学の美術家たち」神田日勝記念美術館（北海道）[8]
- 2014年 「抽象６人展」新潟美術学園ギャラリー（新潟）[8]
- 2015年 「東北芸術工科大学洋画教員展」晩翠画廊（宮城）[8]
- 2017年 「表層の冒険－抽象のアポカリプス」ギャラリー鴻（東京）[8]
- 2020年 「八色の森の美術スピンオフ展」人形町ヴィジョンズ（東京）[8]
- 2021年 「表層の冒険－抽象のバロキスム」ギャラリー鴻（東京）[8]